# Claes Virdeborn
Claes Johan Virdeborn, född 22 maj 1959 i Aneboda församling i Kronobergs län, är en svensk tandläkare, manusförfattare och musiker.
Claes Virdeborn växte upp i Värnamo, där fadern Rune Virdeborn 1960 startade egen tandläkarpraktik. Virdeborn utbildade sig till tandläkare 1980–1984. Han är specialist i parodontologi och har tjänstgjort som övertandläkare och universitetsadjunkt på Tandvårdshögskolan i Malmö (odontologiska fakulteten vid Malmö universitet). Han har tidigare bland annat tjänstgjort som projektledare vid Karolinska Institutet och som chef för specialisttandvården i Landstinget Kronoberg och tandvårdschef vid Malmö universitet. Han har skrivit boken Hälsofrämjande tandvård (2013) tillsammans med Karin Sjögren. Sedan 2021 arbetar han som Odontologisk sakkunnig på Region Skåne
Under studietiden var han verksam inom Lundaspexarna och Lundakarnevalen. Engagemanget i studentlivet fortsatte efter studierna och 1990 var han general för Lundakarnevalen. Virdeborn har varvat sitt arbete som tandläkare med flera scenproduktioner, bland annat tillsammans med Hipp Hipp!-duon Johan Wester och Anders Jansson då trion hade namnet Vulkteatern. De tre skrev också manus till SVT-succén Snacka om nyheter. Claes Virdeborns näsa finns att betrakta i avgjuten form (nr 46) på Nasoteket i AF-borgen (Café Athen) i Lund. 
Virdeborn gav 2006 ut albumet Sanningar. Mest spelade låten från albumet är "Brev från äldrevården". Han har bland annat uppträtt på Visfestivalen i Västervik och satt upp föreställningen Sanningar från scen på Akademiska Föreningen i Lund, Nöjesteatern i Malmö och Spaghettioperan Regina i Stockholm. 2012 kom albumet "Olinjerat". Virdeborn uppträder på festivaler, kongresser med mera med material från skivorna i en musikalisk stand-up.